# 大沢ひかる
大沢 ひかる（おおさわ ひかる、1995年3月9日 - ）は、日本の元女優、タレント、元YouTuberである。東京都出身。身長167cm。女性2人組YouTuber「1ねん4くみ」の一員で「るん」名義で活動していた。

## 略歴
中学3年生の時、スカウトがきっかけでスターダストプロモーション芸能6部に所属。
体育会気質を自認し、多忙になるまではジムでインストラクターの仕事もしていた。
2011年、舞台『プール・サイド・ストーリー』主演でデビュー。以後、舞台・映画・テレビドラマ出演で活動する。
舞台では『十鬼の絆 〜関ヶ原奇譚〜恋舞』などの主演作品がある。
2014年1月、『王様のブランチ』（TBS系）のブランチリポーターとして2016年3月まで出演。
2015年、特撮テレビドラマ『仮面ライダーゴースト』にてヒロインの月村アカリ役でレギュラー出演。
2019年以降の活動は確認されておらず、スターダストプロモーション公式サイトのプロフィールが既に削除されている。
2022年5月、女性2人組YouTuber「1ねん4くみ」の一員（るん名義）としてYouTubeチャンネル「1ねん4くみ」開設。

## 人物
小学6年生のときにドッジボールクラブに専念するためにショートカットにし、それ以来ずっとその髪型を通していたが、2017年には髪を伸ばしている。中学ではバスケットボール部に所属していた。
志村けんをきっかけにザ・ドリフターズのファンである。もともと志村やドリフの番組を再放送で見ていたことに加え、近年でも見返している。コントに挑戦したいことを公言しており、夢はタライ芸を経験すること。リアクションの大きさなどはドリフのコントから学んでいる。

## 出演
太字は主演作品

### 映画
- Anime Fan Tom（2011年） - 美香 役
- 人狼ゲーム（2013年） - 稲葉瞳 役
- ほんとうにあった怖い話 第二十六夜（2013年）
- 奴隷区 僕と23人の奴隷（2014年） - 葛飾ジュリア 役
- 忘れないと誓ったぼくがいた（2015年） - 藤村かなえ 役
- 進撃の巨人 ATTACK ON TITAN2部作（2015年） - イブキ 役
- 仮面ライダーシリーズ - 月村アカリ 役
  - 仮面ライダー×仮面ライダー ゴースト&ドライブ 超MOVIE大戦ジェネシス（2015年）
  - 仮面ライダー1号（2016年）
  - 劇場版 仮面ライダーゴースト 100の眼魂とゴースト運命の瞬間（2016年8月6日）
  - 仮面ライダー平成ジェネレーションズ Dr.パックマン対エグゼイド&ゴーストwithレジェンドライダー（2016年12月10日）
- ホテルコパン（2016年） - 美紀 役[17]
- 凜-りん-（2019年2月22日「島ぜんぶでおーきな祭 第10回沖縄国際映画祭」で初公開） - 雪菜 役[18]

### テレビドラマ
- ティーンコート 第7話（2012年2月21日、日本テレビ） - 江崎 役
- 放課後はミステリーとともに（2012年4月23日 - 6月25日、TBS） - 飯島祐子 役
- ボクらが恋愛できない理由（2012年6月1日 - 22日、テレビ東京） - 鈴木さん 役
- ネオ・ウルトラQ 第10話「ファルマガンとミチル」（2013年3月16日、WOWOW） - 牧野イズミ 役
- 事件救命医2〜IMATの奇跡〜（2014年6月15日、テレビ朝日） - 山口瑠偉 役
- 美しき罠〜残花繚乱〜（2015年1月8日 - 3月12日、TBS） - 美咲 役
- デスノート（2015年7月5日 - 9月13日、日本テレビ） - 諸水千智 役[19]
- 仮面ライダーゴースト（2015年10月4日 - 2016年9月25日、テレビ朝日） - 月村アカリ 役[20][21]
- コック警部の晩餐会 第2話（2016年10月26日、TBS） - 大橋恵 役[22]
- ラブホの上野さん（2017年1月19日 - 4月5日、フジテレビ） - 相川千尋 役[23]
  - ラブホの上野さん Season2 （2017年10月12日 - 12月21日、フジテレビ） - 相川千尋 役
- 猫忍（2017年1月 - 3月、テレビ神奈川ほか） - 幸 役[24]
- 恋がヘタでも生きてます 第4話 - 最終話（2017年4月27日 - 6月22日、日本テレビ） - 川上伶奈 役[注 1] [25]
- 崖っぷちホテル 第6話 （2018年5月20日、日本テレビ） - 後藤ミチル 役
- パフェちっく!（2018年7月11日 - 9月12日、フジテレビ）  - 亀山美空 役
- 覚悟はいいかそこの女子。 第4話（2018年7月15日、毎日放送） - 宮橋茜 役

### オリジナルビデオ
- 仮面ライダーシリーズ - 月村アカリ 役
  - 仮面ライダーゴースト 一休眼魂争奪！とんち勝負（バトル）!!（2015年）
  - てれびくん超バトルDVD 仮面ライダーゴースト 一休入魂!めざめよ!オレのとんち力!!（2016年）
  - 仮面ライダーゴースト アラン英雄伝 第三章・最終章（2016年10月5日・2017年1月11日）
  - てれびくん超バトルDVD 仮面ライダーゴースト 真相！英雄眼魂のひみつ！（2016年）
  - ゴースト RE:BIRTH 仮面ライダースペクター（2017年4月19日）

### 舞台
- プール・サイド・ストーリー（2011年） - 岬 役
- 淑女（レディ）のお作法（2012年） - 吉田ともみ 役
- 理系ヲタが、船上で恋する確率（2012年） - ヒロイン 役
- Moonlight Rambler 〜月夜の散歩人〜（2013年） - 翔子 役[8]
- 十鬼の絆 〜関ヶ原奇譚〜 恋舞（2013年） - 涼森雪奈 役
- ダンガンロンパ THE STAGE〜希望の学園と絶望の高校生〜（2014年） - 腐川冬子 役

### Webドラマ
- 仮面ライダーゴースト 伝説!ライダーの魂!（2016年） - 月村アカリ 役
- パフェちっく!（2018年3月31日配信開始、全10話、フジテレビオンデマンド） - 亀山美空 役[26]

### テレビ番組
- 王様のブランチ（2014年1月11日 - 2016年3月26日、TBS） - ブランチリポーター
- 痛快TV スカッとジャパン（2017年7月3日、フジテレビ）

### CM
- エーザイ「チョコラBBスパークリング」（2013年）
- 興和「ウナコーワクールパンチ」（2015年）[19]

### 広告
- P&G 「アリエール」あなたにエールを。プロジェクト（2012年 - 2013年）
- JR東日本
  - 「サービス品質よくするプロジェクト」（2013年 - 2014年）
  - 「シルバー世代向けSuica利用促進」（2014年 - ）
- 日本特殊陶業 「未来をスパーク!」篇（2013年 - 2014年）
- 八十二証券 イメージキャラクター（2013年 - 2014年）
- ウエッズ イメージガール（2016年）
- 近畿ろうきん 「声援」篇/「カードの化身」篇（2018年4月、福祉金融機関 近畿労働金庫）[27]

### ミュージック・ビデオ
- 塩ノ谷早耶香「片恋」（2013年）
- 神聖かまってちゃん「新宿駅」（2014年）[28]

## 書籍

### 写真集
- Hikaru（2016年9月14日、東京ニュース通信社）[29]

### カレンダー
- 大沢ひかるカレンダー 2017.04-2018.03（2017年2月17日、東京ニュース通信社）[30]